# 2/11e escadron de commandos (Australie)
Le 2/11e escadron de commandos est une unité de l'armée australienne créé en 1944.